# 埃德温·索尔兹伯里
埃德温·索尔兹伯里（英語：Edwin Salisbury，1910年5月31日—1986年11月22日），美国男子赛艇运动员。他曾代表美国参加1932年夏季奥林匹克运动会赛艇比赛，获得男子八人单桨有舵手金牌。